# Flagging
Flagging (termo originário da língua inglesa) é a denominação utilizada no Brasil para uma dança na qual se utilizam bandeiras. A pessoa que a pratica é conhecida como flagger.

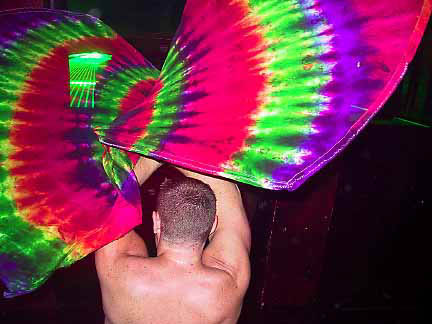
Exemplo de um flagger

## Origens
A sinalização moderna nos Estados Unidos desenvolveu-se a partir de [dança de fãs], que se destacou na subcultura em couro e em festas de circuito posteriores de Fire Island e Manhattan na década de 1970.
Esta arte traduz-se pela ondulação de bandeiras de forma peculiar e rítmica, geralmente encontrada em eventos de cultura alternativa, festas e raves. Sua origem remonta a China antiga, cerca de 3 mil anos atrás. Nessa ótica oriental, as bandeiras fazem parte do folclore chinês, traduzindo colorido para as celebrações e ainda são utilizadas nos dias atuais. Ainda nesse contexto, eram usadas milenarmente para aquecimentos em lutas de espadas, pois seus movimentos eram muito similares aos correspondentes do Kung Fu e outras artes marciais. A arte em si prega a auto-expressão.

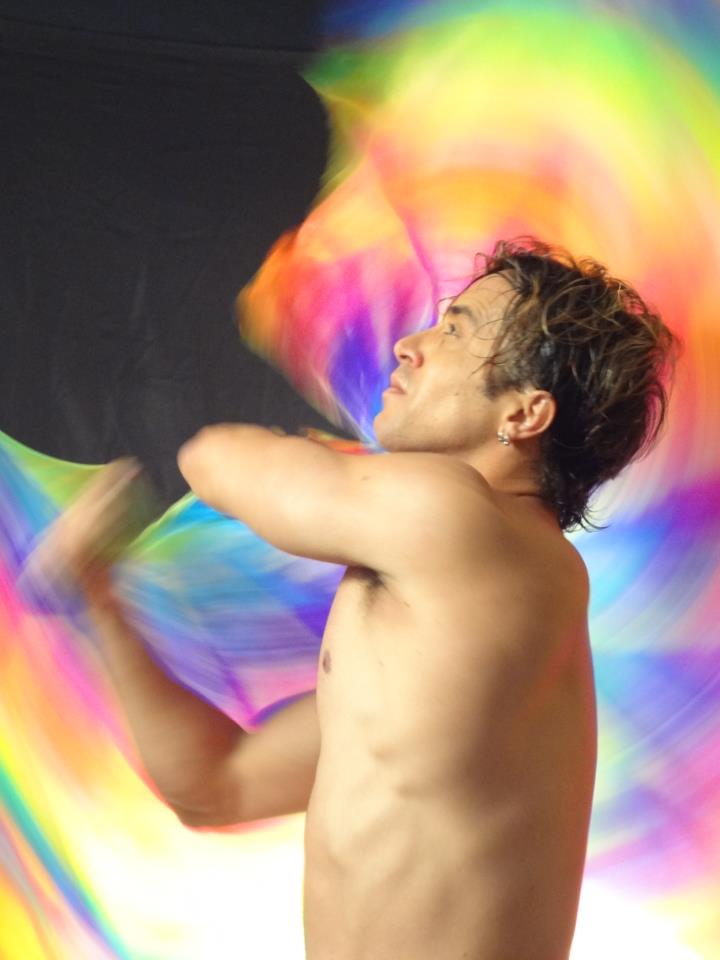
Exemplo de um flagger

O mesmo flagger pode ser chamado de flagwaver (ou ondulador de bandeiras) por dar movimento suave e ondular ao tecido. Não há um tipo específico de tecido, no entanto a seda é a mais preferida, pois quando pintada adequadamente, mantém as cores mais vivas que nos demais tecidos, pela construção natural da vibra. Geralmente os mais coloridos são utilizados e em alguns casos com efeito fluorescente, por acenderem sob luz negra, muito presente em festas e raves.
As bandeiras geralmente são produzidas pelos próprios flaggers, sendo difícil encontrá-las à venda, pois seu mercado é restrito. Segundo a tradição dessa cultura, doa-se um par de bandeiras inicial para o aprendiz, que assimila os primeiros movimentos de um mestre. Este tem como missão ensinar a arte, traduzindo-a como um rito de passagem. Por meio da prática continuada, o aprendiz ganha confiança e estilo próprio. Geralmente torna-se mestre, passando a arte adiante.
O ritual flagger tem pontos que podem ser místicos ou não, dependendo do mestre. Essa arte pode se tornar para alguns inclusive uma religião por possuir uma série de normas, regras, ritos, respeitos e considerações. É uma arte que evoca, além da beleza visual, equilíbrio físico e emocional para quem a manipula. Por isso que, aprender de um mestre faz toda a diferença. O aprendizado através deles é mais rico e proveitoso, visto que parte dessa cultura e arte não está escrita e é passada verbalmente para o aprendiz de diversas formas. Desde a antiguidade, mestres e aprendizes tem suas moedas de troca para essa relação. Na tradição flagger isso pode se manter. Tudo depende da escolha de ambos, mestre e aprendiz, durante os ensinamentos da arte.
Os movimentos não são difíceis, mas requerem prática e determinação. Num contexto mais específico, a arte flagger traduz uma forma de meditação ativa, um contato com o mundo interior, pois os movimentos rítmicos e circulares criam uma atmosfera propícia para a meditação. Todos os flaggers que praticam a arte por mais de 6 meses geralmente já experimentaram alguma forma uma experiência próxima a meditação. Na cultura flagger existe muito respeito mútuo, pois os que experimentaram esses processos meditativos conseguem ver o mundo com outra visão.

## Histórico
Outra fonte histórica da arte relativamente recente remonta o século XVII onde os agitadores de bandeiras ou flaggers eram portadores de estandartes das companhias militares de cidades espalhadas por toda a Europa. Era a época das cruzadas. Com movimentos graciosos acompanhavam e dirigiam o volume do exército. Sobretudo na Itália realizavam demonstrações de exercícios e manobras complexas com suas bandeiras geralmente após um acontecimento especial, como o fim de uma guerra. Neste mesmo século XVII a arte flagger era uma parte importante nos festivais de chambers rhetoric, uma forma de mídia popular da idade média. As performances naquela época eram individuais ou em grupo. Uma boa referência seria uma passagem filme "Sob o sol de Toscana" (Under Toscana Sun, EUA, 2003) onde se mostra um Flag Festival. Existe ainda um grupo que remonta essa arte desde a tradição dessa época no norte da Bélgica (chamam-se Gelmelzwaaiers).
Foi trazida recentemente trazida para o ocidente, chegando inicialmente aos Estados Unidos, em festas e celebrações da década de 1980. A arte flagger originou-se da arte com leques, do chamado fan dancing. As paletas dos leques foram removidas, sobrando apenas uma única, parecida com uma bandeira.
Posteriormente ocorreu uma adaptação no estilo inicial da bandeira propriamente dita. Nela foi removido o mastro e adaptado no local uma fileira de chumbos meticulosamente preparados que, quando os tecidos são rodados ou girados, ocasionava a abertura total do mesmo, como se tivessem mastros.
Com malabarismos, os efeitos óticos causam euforia e alegria para os espectadores. Normalmente nesse estilo são utilizadas duas bandeiras, as quais o acrobata ou flagger faz uso de ambas as mãos. Atualmente, os movimentos são tão livres que as bandeiras flamulam espetacularmente. Sem mastros, permite-se maior liberdade de movimentos e dança. Quando realizado com música e o flagger já tem maior habilidade, pode-se efetivamente visualizar a música. Mas é interessante ressaltar que esta forma de expressão, por conter ritos e pensamentos passados através de rituais de aprendizado, não podem ser vistos como mero malabarismo. São parte de uma arte e cultura.

### No Brasil
A principal origem dessa arte no Brasil remonta a Belo Horizonte, cidade do estado de Minas Gerais, por volta de 1998 ou 1999. Pela profusão de festas no país, a cultura se espalhou inicialmente para o Rio de Janeiro e posteriormente São Paulo, Brasília e Florianópolis. Muitos usuários de redes sociais (facebook, orkut, entre outros) postam suas fotos com as bandeiras para divulgar e/ou demonstrar a arte.
Existem alguns encontros que são realizados para propiciar a prática flagger. Esses geralmente são organizados por mestres na arte em algumas cidades como Belo Horizonte ou São Paulo.
Atualmente vários encontros ocorrem principalmente em Belo Horizonte e São Paulo. Estes eventos promovem a troca de experiências entre os participantes, entrosamento e garantia da manutenção da Arte e da Cultura com Bandeiras no cenário nacional.
No dia 09 de julho de 2011 aconteceu, em Belo Horizonte, o IV encontro mineiro de flaggers, onde contou com a participação de vários integrantes do País. É o segundo maior encontro de Flaggers do mundo, perdendo apenas para a comunidade da cidade de São Francisco, na Califórnia.